# Експеримент з жахом
Експеримент з жахом (англ. Experiment in Terror) — американська кримінальна драма режисера Блейка Едвардса 1962 року.

## Сюжет
Молода працівниця банку Келлі пізно повертається додому. У гаражі на неї нападає невідомий і довго розмовляє з Келлі, тримаючи ззаду за шию. Він наказує їй вкрасти з банку 100 000 доларів. Якщо вона відмовиться, то її сестру чекає болісна смерть. Злочинець знає абсолютно все про життя героїні Лі Ремік: де вона живе, де працює, де навчається її сестра і т. д. В розпачі Келлі звертається до ФБР, але злочинець відразу ж дізнається про це і погрожує вбити її сестру.

## У ролях
- Ґленн Форд — Джон «Ріп» Ріплі
- Лі Ремік — Келлі Шервуд
- Стефані Паверс — Тобі Шервуд
- Рой Пул — Бред
- Нед Глесс — Попкорн
- Аніта Лу — Ліза
- Патріція Хьюстон — Ненсі Ештон
- Гілберт Грін — спеціальний агент
- Кліфтон Джеймс — капітан Морено